# Tombe sa'diane
Le tombe sa'diane sono il mausoleo della dinastia sa'diana, a Marrakesh, in Marocco.

## Storia e descrizione
Le tombe risalgono al tempo del sultano Aḥmad al-Manṣūr al-Dahabī (1578-1603), sono state scoperte solo recentemente, nel 1917, e sono state restaurate dal Ministero delle Belle arti marocchino. Le tombe sono una delle maggiori attrazioni turistiche di Marrakesh, grazie alla bellezza delle loro decorazioni.
Il mausoleo comprende i corpi di circa sessanta membri della dinastia sa'diana originaria della valle del fiume Draa. Tra i sepolcri ci sono quelli di Aḥmad al-Manṣūr al-Dhahabī e della sua famiglia. La costruzione è composta da tre stanze. La più famosa è la stanza delle dodici colonne, che contiene il sepolcro del nipote del sultano Aḥmad al-Manṣūr al-Dhahabī. La stele è finemente intagliata in legno di cedro e stucco. Tutti i monumenti sono in marmo di Carrara
Nel giardino fuori dalla costruzione sono situate le tombe dei soldati e dei servitori.